# Sulley (Monsters, Inc.)
James P. "Sulley" Sullivan es un personaje de las películas de Disney y Pixar, Monsters, Inc. y Monsters University. Es un monstruo azul, peludo, con manchas púrpuras y dos cuernos en su cabeza.

## Personalidad
Es fuerte, simpático, tranquilo, responsable, astuto y arriesgado por conseguir lo que quiere, sin ser engreído. Es un monstruo que tiene más de 2 metros de altura, con pelo azul y manchas moradas, su aspecto físico es un híbrido, que  se relaciona con un gran oso gigante y un oso kodiac, posee el récord de mayor asustador de niños. Su rival es Randall Boggs, y su mejor amigo y compañero de trabajo es Mike Wazowski.

## Apariciones

### Monsters, Inc.
Sullivan era el mejor asustador que tenía la compañía. Era un orgullo para su director, en especial en los tiempos difíciles que corrían, superando por mucho a su némesis, Randall. Sin embargo, todo cambia un día en el que se olvidan una puerta abierta, y aparece una niña del otro lado. Sulley y Mike deben lograr como llevarla de vuelta a su puerta, y la disfrazan como monstruo para evitar ser capturados, ya que los humanos son considerados una amenaza.
En su búsqueda, Randall comienza a sospechar, e intenta cazarlos. Tras una larga travesía que los lleva por distintas partes del mundo humano atravesando puertas, son detenidos por la Agencia y el señor Waternoose se queda con la niña, mientras Mike y Sulley son desterrados al Himalaya, donde el Hombre de las Nieves les ofrece hogar. Sulley, usando los objetos de la guarida, improvisa un trineo y va hasta un pueblo cercano, para lograr volver al mundo de los monstruos, dejando a Mike, quien se enoja con él por arruinar todo.
Sulley logra su objetivo y rescata a Boo, pero es Mike quien lo salva de Randall y deben evitar que el director de la empresa logre atrapar a la niña.
Finalmente gracias a ambos se descubre la verdad sobre el señor Waternoose de robar a los niños necesarios para salvar la compañía. Es sacado de su cargo y Sulley fue elegido presidente de la compañía. Al descubrir que las risas de los niños eran 10 veces más productivas que sus gritos, cambió la forma de actuar de la empresa y los monstruos pasaron de asustar a hacer reír.
Cuando Mike y él logran reunir todas las partes de la puerta de Boo, que había sido destrozada por seguridad, abre la puerta para visitarla de nuevo.

### Monsters University
Él ingresa junto con Mike a la Universidad para convertirse en Asustador. Al ser parte de una familia de Asustadores, gana rápidamente popularidad, contrariamente a Mike, con quien originalmente se enemista. Se une a los Roar Omega Roar, la fraternidad más popular de la institución, pero tras una pelea con Wazowski, ambos son expulsados del Programa de Sustos, y consecuentemente, Sulley es echado de ROR. Sin embargo, para revertir la suerte, decide integrar las Sustolimpiadas, un evento que define a los mejores asustadores del campus. Para ello debe unirse a una hermandad, y la única donde pueden inscribirse tanto él como Mike es Oozma Kappa, la hermandad de los monstruos menos asustadores. Tras duros esfuerzos, llegan a ser finalistas, contra ROR. En la prueba final de susto, Sulley altera el simulador de sustos para lograr que Mike pueda asustar, y finalmente ganen. De vuelta peleados, Mike intenta una vez más asustar, pero a niños de verdad, por lo que ingresa al mundo humano y Sulley debe ir a rescatarlo. Con un plan trazado por Mike, Sulley da el mayor susto visto en toda la universidad, haciendo que todos los contenedores al otro lado de la puerta se llenen y hasta disparen.
A pesar de su hazaña, tanto Sulley como Mike son expulsados, pero poco después de abandonar el campus, la directora Hardscrabble les desea suerte y que la sigan sorprendiendo, y tras ver un aviso de que necesitaban empleados, ambos van a Monsters Inc., donde comienzan trabajando como encargados del correo, con el tiempo cambiando a diferentes puestos de la compañía hasta llegar a tener los puestos de trabajo que tenían en la película anterior.

### Apariciones en otros medios
En la película de Walt Disney Animation Studios Ralph Breaks the Internet (2018), Sulley aparece representando a un muñeco de “Disney Tsum Tsum” en el sitio web OhMyDisney.com, en el momento en el que Vanellope Von Schweetz llega al sitio web.